# Scheuch Gruppe
Die Scheuch Gruppe ist ein österreichisches Familienunternehmen mit Sitz in Aurolzmünster im Innviertel in Oberösterreich.
Die Unternehmensgruppe ist weltweit in den Bereichen Luft- und Umwelttechnik für die Branchen Holz-, Holzwerkstoff-, Steine-Erden-, Metall- und Energieindustrie tätig und dabei in mehreren Branchen Markt- bzw. Technologieführer in Europa.

## Geschichte
Die Gründung des Unternehmens erfolgte durch Alois Scheuch (* 1934) am 5. Jänner 1963 in Ried im Innkreis, nachdem dieser die Spenglerei seines Vaters mit sechs Mitarbeitern übernommen hatte. Zu den ersten Produkten zählten Entstaubungsanlagen für Tischlereien. Scheuch belieferte damals hauptsächlich Betriebe in den Sparten Holzindustrie und Spanplattenindustrie. 1980 hatte Scheuch bereits 100 Mitarbeiter. In dem Jahr 1985 ließ sich Scheuch den Impulsfilter patentieren.
Die Weiterentwicklung der Technologie durch neue Produkte wie Schlauchfilter, erste energiesparende Absaugsysteme oder Elektrofilter führte 1994 zur Errichtung der Produktionshalle in Aurolzmünster. Als Ende der 1990er-Jahre Alois Scheuch aus dem operativen Geschäft ausstieg, kam Herbert Kendler in das Unternehmen und übernahm 2004 die Geschäftsführung. 2008 wurde die Geschäftsführung um Sohn Stefan Scheuch erweitert. Die 2000er-Jahre waren von neuen Entwicklungen geprägt u. a. der emc-, deconox- und xmercury-Technologie für die Zementindustrie, dem IMPULS-Flachschlauchfilter und dem ERCS-System für die Rauchgasreinigung.
Im September 2013 gab das Unternehmen den Generationenwechsel bekannt, stärkte die familiäre Eigentümerposition und teilte die Bestellung von Jörg Jeliniewski als kaufmännischen Geschäftsführer und das Ausscheiden von Herbert Kendler mit. Alleiniger Geschäftsführer der Scheuch Holding AG wurde Stefan Scheuch, der im operativen Unternehmen die technische Geschäftsführung innehat.
Im Februar 2016 teilte das Unternehmen den Kauf des US-Unternehmens CAMCORP, dem Marktführer am US-Markt, mit. Ende 2016 kauft die Scheuch Gruppe erneut ein Familienunternehmen in den USA: Schust Engineering.

## Standorte und Aktivitäten
2004 wurde neben Aurolzmünster als zweiter Werksstandort in Prievidza in der Slowakei eine Produktionsstätte eröffnet. Darüber hinaus verfügt das Unternehmen über Niederlassungen in Deutschland, Italien, Frankreich, Schweden, Russland, Thailand, Kanada und in den Vereinigten Staaten.
Die Aktivitäten sind kundenorientiert in die Sparten Holzindustrie, Holzwerkstoffindustrie, Metallindustrie, Steine-Erden-Industrie, Energieindustrie sowie das Gerätegeschäft gegliedert. Vertrieb, Fertigung und Montage-Inbetriebnahme-Service werden aus einer Hand geboten.

## Geschäftsflächen
Am Sitz des Unternehmens stehen den 630 dort beschäftigten Personen Produktionsflächen von 18.000 Quadratmetern, Lagerflächen von 4800 Quadratmetern und Büroflächen von 7400 Quadratmetern zur Verfügung. Dort werden alle Kernkomponenten wie Filterköpfe, Filter, Ventilatoren, Schleusen, Zyklone und Klappen gefertigt. Der Stahlbau und die Produktion von Rohr- und Formteilen, Bühnen und Leitern erfolgen in der Slowakei auf 6.200 Quadratmetern Produktionsfläche. Der Eigenfertigungsgrad beträgt 90 Prozent. 80 Prozent der Produktion werden exportiert.

## Patente
Die Stärke des Unternehmens besteht in der hauseigenen Forschung und Entwicklung. Als Resultat können zahlreiche angemeldete Patente vorgewiesen werden, u. a. für Abreinigungssystem (1985), energiesparendes Absaugsystem SEPAS (1991), ERCS-System für die Rauchgasreinigung (2002), Druckanpassungssystem der Filterschlauch-Abreinigung (2004).

## Auszeichnungen
- ineo-Award der Wirtschaftskammer Oberösterreich für vorbildliche Lehrbetriebe. Kategorie: Lehre und Behinderung (2017)
- „CSR-Corona“ in Gold, der Preis für soziales, nachhaltiges oder umweltbewusstes Engagement (2017)
- Zertifikat für die Vereinbarkeit von Familie & Beruf (2016)
- 50-Jahre Jubiläumsmedaille in Gold der Wirtschaftskammer Oberösterreich (2013)
- Silbernes Ehrenzeichen des Landes Oberösterreich für Alois Scheuch (2013)
- ineo-Award der Wirtschaftskammer Oberösterreich für besonders vorbildliche Lehrbetriebe (2013)
- Caesar-Award (2013)
- Energy Globe Oberösterreich Award (2013)
- AMS Award für Mehr Frauen in der Technik (2009)